# Molpadida
De Molpadida zijn een orde van zeekomkommers (Holothuroidea)

## Families
- Caudinidae Heding, 1931
- Eupyrgidae Semper, 1867
- Gephyrothuriidae Koehler & Vaney, 1905
- Molpadiidae Müller, 1850